# Чермниця (Західнопоморське воєводство)
Чермниця (пол. Czermnica, нім. Rothenfier) — село в Польщі, у гміні Новоґард Голеньовського повіту Західнопоморського воєводства.
Населення — 221 особа (2011).
У 1975-1998 роках село належало до Щецинського воєводства.

## Демографія
Демографічна структура станом на 31 березня 2011 року:
|          | Загалом | Допрацездатний вік | Працездатний вік | Постпрацездатний вік |
| -------- | ------- | ------------------ | ---------------- | -------------------- |
| Чоловіки | 115     | 35                 | 73               | 7                    |
| Жінки    | 106     | 28                 | 57               | 21                   |
| Разом    | 221     | 63                 | 130              | 28                   |